# Burchard von Dreileben
Burchard von Dreileben, anche Borchart van Dreinlove e Borchart van Dreyleven, latinizzato in Borgardus de Drelegen (fl. XIV secolo), fu Gran Maestro dell'Ordine di Livonia, in carica dal 1340 al 1345.

## Biografia

### Consolidamento del potere dell'Ordine
Burchard von Dreileben fu nominato Landmeister di Livonia nel 1340: appena nominato, iniziò una guerra contro Pskov.
Sotto il suo comando, nel 1342, fece rafforzare il confine orientale della Livonia facendo costruire due nuovi Ordensburgen (seminari religiosi, al fine di rafforzare la presenza cristiana) e fortificazioni presso Alūksne, che chiamò Marienburg, e l'altro a Vastseliina (Frouwenborch o Neuhausen, più tardi nota come Novum Castrum); nello stesso anno, ordì la costituzione di un nuovo insediamento a Maasi (Soneburg) sull'isola di Saaremaa, mentre l'isola era scossa dalle ribellioni.
Durante la permanenza in carica, vi furono le sollevazioni dei contadini estoni contro tedeschi e danesi, che culminarono nella rivolta della notte di San Giorgio: tale evento condizionò pesantemente l'economia dei Paesi baltici nel corso del XIV secolo.

### Fine del mandato
Nel 1345, Burchard von Dreileben si dimise dalla carica di Gran maestro in favore del suo successore Goswin von Herike (in carica dal 1345 al 1359). Nel 1346-1347 fu probabilmente commendatore di Tallinn.